# NGC 1356
NGC 1356 is een balkspiraalstelsel in het sterrenbeeld Slingeruurwerk. Het hemelobject werd op 23 december 1837 ontdekt door de Britse astronoom John Herschel.

## Synoniemen
- PGC 13035
- ESO 200-31
- AM 0329-502
- IRAS03291-5028